# James F. Byrnes
Pour les articles homonymes, voir Byrnes.
James Francis Byrnes, né le 2 mai 1882 à Charleston (Caroline du Sud) et mort le 9 avril 1972 à Columbia (Caroline du Sud), est un homme politique américain. Membre du Parti démocrate, il est représentant de Caroline du Sud entre 1911 et 1925, sénateur du même État entre 1931 et 1941, juge assesseur de la Cour suprême des États-Unis entre 1941 et 1942, secrétaire d'État des États-Unis entre 1945 et 1947 dans l'administration du président Harry S. Truman puis gouverneur de Caroline du Sud entre 1951 et 1955.

## Biographie
Avocat et représentant, puis sénateur, démocrate de Caroline du Sud, il soutient les lois sur la neutralité et le prêt-bail.
Nommé à la Cour suprême par le président Franklin Delano Roosevelt, il démissionne en 1942 et dirige l'économie de guerre au travers de l'Office of War Mobilization (en).
Secrétaire d'État du président Harry S. Truman de 1945 à 1947, il participe à la conférence de Potsdam et oriente la politique étrangère des États-Unis d'après-guerre. Il est de ceux qui ont convaincu Truman d’ordonner le bombardement atomique d’Hiroshima.
Il est nommé Personnalité de l'Année par le Time en 1946, pour son rôle dans la politique étrangère américaine au sortir de la Seconde Guerre mondiale.
Il publie en 1947 des mémoires, Speaking Frankly, sorties en français sous le titre de Cartes sur table chez Morgan la même année.
Il est gouverneur de Caroline du Sud de 1951 à 1955.